# 万承勋
万承勛（1670年—1735年），字開道，號西郭，浙江寧波府鄞縣人，祖籍河南定遠（今安徽），清朝学者。二万学派重要传承人。

## 生平
康熙九年（1670年）生于浙江鄞县永寿街（今属宁波市海曙区）。父万言任五河縣知县时，因直言触怒上级，几论死。万承勋当时年少未弱冠，不远千里营救父亲，孝名闻于世。但歸家不久之后，父母雙親相继去世。雍正初年，万承勋以諸生得保舉，入朝端方奏對稱旨，授磁州知州。與李暾、谢绪章、鄭性合稱“四明四友”，合刻《四明四友诗》。

## 家族
生于浙东学术世家鄞县万氏，曾祖万泰，祖父万斯年，父万言。妻子为黄宗羲孙女。

## 评价
- 自评：“生平時文不如古文，古文不如詩，詩不如人”[2]。

## 著作
- 《万承勋千之草堂文钞》[4]
- 《冰雪集》，万承勋撰[5]
- 《蛟川文选稿》，万承勋撰于清康熙四十五年至五十二年间（1706年—1713年）

## 诗作
- 《携酒登候涛山》[6]

## 资料
- 徐世昌编《清儒学案》中万承勋传